# Ghatlodiya
Ghatlodiya là một thành phố và khu đô thị của quận Ahmadabad thuộc bang Gujarat, Ấn Độ.

## Nhân khẩu
Theo điều tra dân số năm 2001 của Ấn Độ, Ghatlodiya có dân số 106.259 người. Phái nam chiếm 53% tổng số dân và phái nữ chiếm 47%. Ghatlodiya có tỷ lệ 83% biết đọc biết viết, cao hơn tỷ lệ trung bình toàn quốc là 59,5%: tỷ lệ cho phái nam là 85%, và tỷ lệ cho phái nữ là 80%. Tại Ghatlodiya, 10% dân số nhỏ hơn 6 tuổi.